# 9517 Niehaisheng
9517 Niehaisheng este un asteroid din centura principală, descoperit pe 3 noiembrie 1977, de Observatorul Zijinshan.